# Futuro antico VII
Futuro Antico VII - Il Carnevale Romano è un album di Angelo Branduardi, pubblicato l'11 maggio 2010.

## Il disco
Si tratta del settimo capitolo del progetto che presenta il carnevale che si svolgeva tra il 1500 e il 1600 a Roma.
Il progetto viene presentato al pubblico con un concerto in piazza San Giovanni in Laterano in occasione del Martedì Grasso, il 16 febbraio 2010. L'album vede la partecipazione dell'Ensemble Scintille di Musica, che festeggia gli 8 anni di collaborazione con Branduardi.
Tra i brani proposti trova posto anche un brano dello stesso cantautore, Il trionfo di Bacco e Arianna, basato su un canto carnascialesco di Lorenzo de' Medici.
In questo album sono presenti tre momenti ben definiti che raggruppano melodie e temi simili.

### Canti carnascialeschi
1. Buon Maestre Rubechine (strumentale): Anonimo
2. Il tedesco: G. Gastoldi
3. Due Recercadas (strumentale): D. Ortiz
4. Pan de miglio: Anonimo
5. Canario (strumentale): G. Kapsberger
6. Chi volessi turchi siamo (strumentale): A. Senese

### Scherzi e riflessioni
1. Scaramella: J. Desprez
2. Passacaglia (strumentale): L. Rossi
3. Io non compro (strumentale): M. Cara
4. Sonino, scherzino: G. Kapsberger
5. Corrente (strumentale): G. Kapsberger
6. Sentomi la formicula: F. Azzaiolo
7. Ciaccona (strumentale): J. B. Lully

### Trionfi
1. Trionfo della fortuna: F. de Lurano
2. Buon Maestre Rubechine: Anonimo
3. Il trionfo di Bacco e Arianna: A. Branduardi